# Проєкт Конституції Західноукраїнської Народної Республіки
Проєкт Конституції Західноукраїнської Народної Республіки

Наприкінці 1920 на замовлення уряду ЗУНР в еміграції С.Дністрянський підготував проєкт Конституції ЗУНР. На відміну від проєкту Конституції Галицької Держави в новому проєкті передбачалося об'єднання ЗУНР з Великою Україною на основі права народів на самовизначення. Проєкт складався з 3-х частин:

1. Держава та право (зі вступом і розділами: "Людські та громадянські права", "Народні права");

2. Державна влада (з розділами: "Основи державної влади", "Організація народної волі", "Виконування народної волі");

3. Самовизначення народів.
Майбутню західноукраїнську державу вчений уявляв як самостійну і правову унітарну напівпрезидентську демократичну республіку. Громадянам гарантувалася "натуральна, особиста, політична та економічна свобода". Усі свободи визнавалися необмеженими, за винятком економічної, "яка не може перешкодити державній власті у переведенні справедливого розділу дібр". Держава мала опікуватись "економічно слабшими", обмежуючи з цією метою в разі необхідності індивідуальну ділову свободу. Загальний економічний порядок держави повинен ґрунтуватися на приватній власності, яка водночас мала "підчинятися суспільним обмеженням з огляду на добро загалу, бо в'яжуться з кожного власністю суспільні обов'язки". Вчений вважав за можливе збереження родових, станових, шляхетських привілеїв за умови, що їх не братимуть до уваги при розподілі державних посад. Усі громадяни визнавалися рівними щодо суду. Проголошувалося рівне право кожної людини на державну охорону.

## Установчі збори
На першому етапі державного будівництва передбачалося скликання Установчих зборів, які мали узаконити остаточний текст конституції (затвердити конституційну грамоту), здійснити адміністративно-територіальний поділ (на громади, повіти, округи), прийняти виборчі закони та ін. акти, зокрема про податки й аграрну реформу. Вибори до Установчих зборів повинні були проходити на основі загального, прямого, рівного і таємного голосування за трьома національними куріями – української, польською та представників ін. національностей.

## Народна палата
Після завершення роботи Установчих зборів найвищим законодавчим органом влади ЗУНР мала стати Народна палата, обрана на 4 роки шляхом заг., прямого, рівного і таємного голосування. Обрані до неї посли (депутати) поділялися на 3 нац. курії: укр., польс. та ін. національностей. Кожна з курій наділялася правом вето щодо винесеного на ухвалення Нар. палати закону, якщо він порушував нац. права народності. Такий закон мав передаватися на розгляд держ. суд. трибуналу або на "народний збор" (референдум). До компетенції палати належало прийняття рішень з найважливіших питань держави (війни та миру, верховного нагляду за адміністрацією, судочинства).
Проєкт передбачав утворення у складі палати кількох спец. комісій, у т. ч. "легіслативної комісії" для підготовки законопроєктів. Палата мала також право висувати політ. звинувачення проти президента республіки, вищих держ. функціонерів.
Безпосередня демократія реалізовувалася через заг. або локальні нар. збори (референдуми). Дорадчим органом мали бути нар. комори – виборні орг-ції, які могли вимагати від держ. влади врахування їхніх рішень.
Функції надзвичайного органу покладалися на Заг. нар. раду, яка мала скликатися у виняткових випадках для прийняття найважливіших державних рішень (внесення змін до конституції, встановлення обмежень конституційних прав на період війни тощо). Половину складу цього органу делегувала Нар. рада, а решту – окружні заступництва, нар. комори і заг. нар. збір (референдум).

## Виконавча влада
Виконавчу владу представляли держ. органи на чолі з президентом республіки, обраним безпосередньо населенням на 4 роки. Перші вибори президента мали відбутися одночасно з виборами до Установчих зборів, наступні – з виборами до Нар. палати. Президентом міг бути кожний громадянин, українець за походженням, не молодший 35 років і не позбавлений цивільних та політ. прав, без обмежень щодо віросповідання. Президент республіки водночас проголошувався верховним головнокоманд., мав право призначати і звільняти членів Ради держави, вищих урядовців, а також право впродовж 10 днів після ухвалення закону Нар. палатою публічно опротестувати цей закон і направити його на розгляд заг. нар. зборів.
У виконанні покладених на президента функцій (насамперед у питаннях нац., зовнішньополіт. та військ.) йому мала допомагати Прибічна рада з 6 членів: 4 українців, 1 поляка та 1 представника ін. народностей. Трьох її членів повинні були делегувати нац. курії, інших добирав президент. У структурі держ. виконавчої влади передбачався такий орган, як Держ. канцелярія, очолювана канцлером.
Пропонувалося утворення Ради держави як вищого виконавчого органу з функціями уряду. В її складі мали бути 6 осіб, яких призначав президент: 4 українці, 1 поляк і 1 представник ін. народностей. Рада формувала 6 департаментів (або міністерств) для ведення справ держави. При кожному з них передбачалося утворити "радні колегії" з 6-ти осіб – по 3 від уряду та Нар. палати.
С.Дністрянський наполягав на відокремленні юстиції від адміністрації. Держ. юстицію мав очолювати голова, якого призначав та звільняв президент. Самостійною структурою був Держ. суд. трибунал.

## Органи місцевої влади
Важливе місце в проєкті конституції приділялося організації органів місцевої влади в округах, повітах і громадах. У них передбачалися свої виборні представницькі органи (заступництва) та "локальна самоуправа". Компетенція окружного заступництва мала охоплювати всі справи, які потребували однакового й спільного впорядкування в межах округу та не були охоплені законами держави. Заступництва повітів і громад наділялися власною "питомою легіслативою". Окрему складову проєкту становили норми про самовизначення народів у державі. Встановлення принципу "національного ключа", тобто співвідношення 4:1:1 (4 українці, 1 поляк та 1 представник ін. народностей), на думку вченого, повинно було сприяти утвердженню права укр. народу як природного власника нац. тер. на повне самовизначення на своїй землі і водночас забезпеченню прав ін. народностей. Крім утворення 3 нац. курій, встановлювалася культ. автономія нац. меншин, що виявилося, зокрема, у поділі шкільної ради на нац. секції, вживанні рідної мови в урядових установах, судах, громад. житті.